# Криворучко, Александр Юрьевич
Алекса́ндр Ю́рьевич Кривору́чко (род. 23 сентября 1984, Москва, СССР) — российский футболист, вратарь. Тренер. С 2024 года — заместитель генерального директора академии «Пари НН».

## Карьера
Начинал играть в СДЮШОР «Красногвардеец» Орехово-Борисово. В 15 лет был приглашён в сборную России 1984 года рождения, поступил в недавно организованную школу «Локомотива». Стал тренироваться с дублем, с основным составом ездил на предсезонные сборы, но в главную команду не попадал. 2004 год провёл в аренде в клубе второго дивизиона «Витязь» Подольск. Следующий год провёл в «Локомотиве», но вновь выступал только за дубль. В 2006 году Криворучко на правах аренды перешёл в команду Премьер-лиги «Спартак-Нальчик», но вновь не сыграл в чемпионате ни одной игры. Большая стоимость трансфера не позволила клубу выкупить Криворучко у «Локомотива». Начало 2007 года вратарь провёл на сборах с клубом «Анжи», но за неделю до начала чемпионата отказался подписывать контракт и провёл сезон во втором дивизионе в командах «Витязь» и «СОЮЗ-Газпром» Ижевск. 2008 год провёл в аренде в «Газовике» Оренбург. В 2009 году выступал за фарм-клуб «Локомотива» во втором дивизионе, в 2010 вновь был в
составе главной команды, но играл только за дубль.
В 2011 году перешёл в белгородский «Салют», за который отыграл 2,5 сезона. В январе 2014 перешёл в «Факел» Воронеж. В июле 2014 подписал контракт с «Анжи», провёл за команду три игры в первенстве ФНЛ. В Премьер-лиге дебютировал 1 августа 2015, выйдя на замену после первого тайма в матче 3 тура против ЦСКА. В конце августа был отдан в аренду в «Томь». Дебютировал в составе томского клуба 28 сентября 2015 года в матче с футбольным клубом «Луч-Энергия», оставив ворота своего клуба в неприкосновенности.
27 июня 2016 года заключил контракт с клубом «СКА-Хабаровск».

## Достижения
«Анжи»
- ФНЛ: серебряный призёр 2014/15

«Томь»
- ФНЛ: бронзовый призёр 2015/16